# Allerheiligenkirche (Elsdorf)

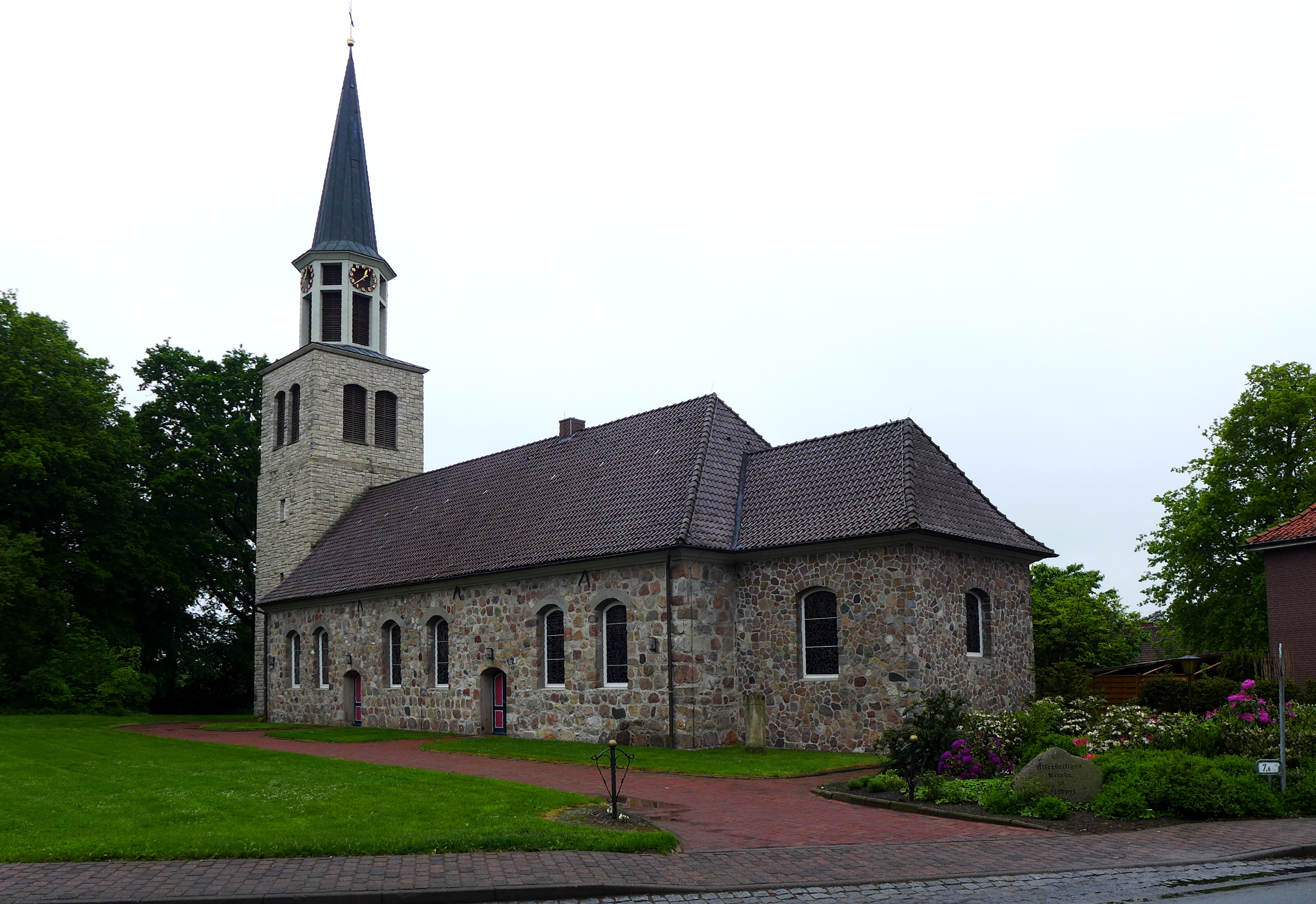
Allerheiligenkirche

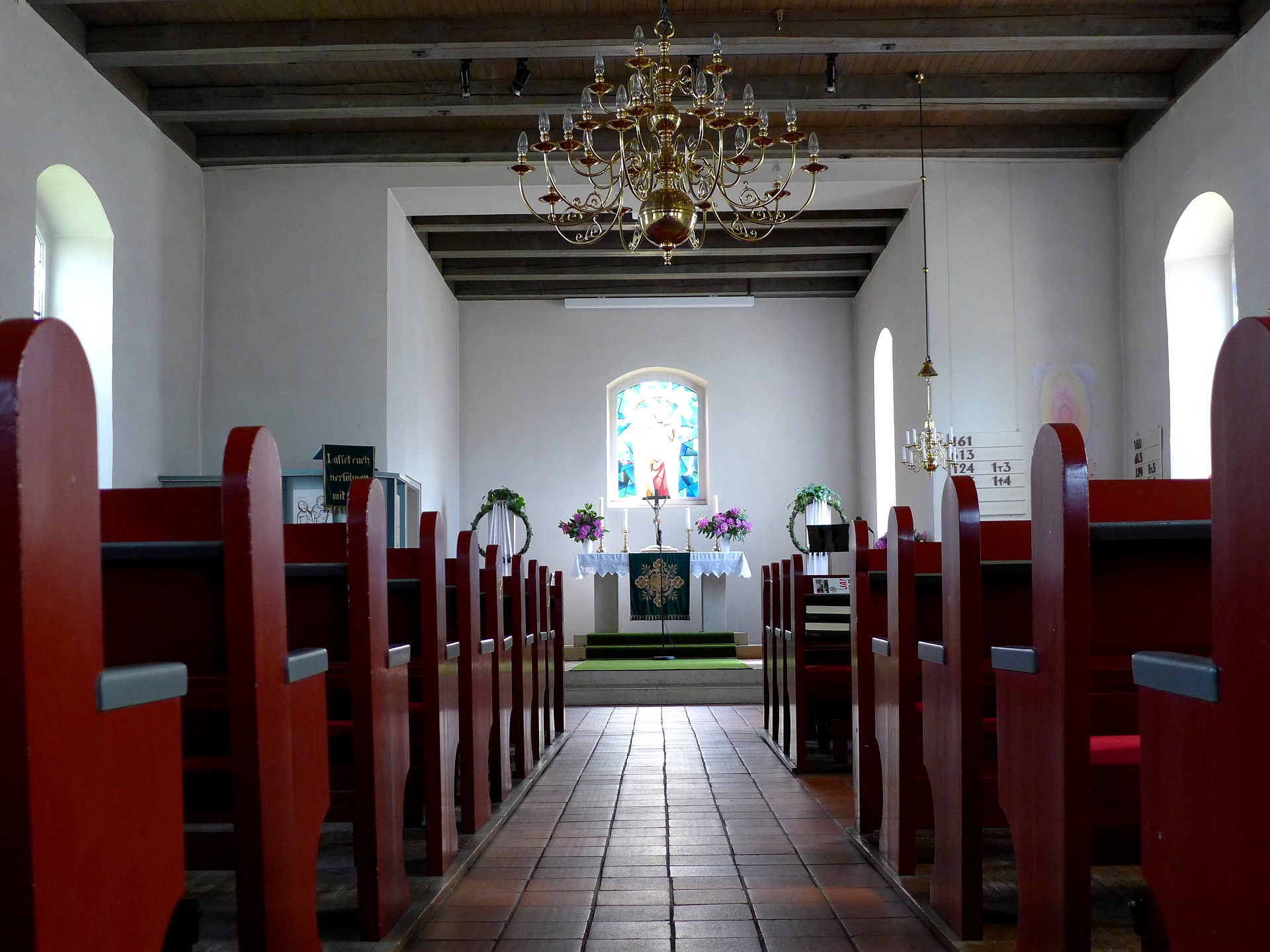
Innenansicht

Die evangelisch-lutherische, denkmalgeschützte Allerheiligenkirche steht in Elsdorf, einer Gemeinde im Landkreis Rotenburg (Wümme) in Niedersachsen. Die Kirchengemeinde gehört zum Kirchenkreis Bremervörde-Zeven im Sprengel Stade der Evangelisch-lutherischen Landeskirche Hannovers.

## Beschreibung
Bereits im 11. Jahrhundert wurde eine Kirche als Nachfolger eines älteren Baptisteriums errichtet. Ein im 15. Jahrhundert errichteter Neubau mit niedrigem Glockenturm wurde 1791 abgebrochen. Die heutige Feldsteinkirche wurde zwischen 1797 und 1799 gebaut. Von 1936 bis 1938 wurde der Innenraum umgestaltet. Im Zweiten Weltkrieg wurde die Kirche beschädigt, 1946/1947 wurde sie wiederhergestellt. Der Kirchturm auf quadratischem Grundriss im Westen wurde am 23. April 1945 gesprengt. Er wurde 1949 teilweise wieder aufgebaut und erhielt 1955 eine achtseitige Laterne mit der Turmuhr, die mit einem spitzen Helm bedeckt ist. In seinem Glockenstuhl hängen fünf Kirchenglocken, die zwischen 1906 und 1966 gegossen wurden. 1964 wurde das Kirchenschiff um einen eingezogenen, rechteckigen Chor und eine Sakristei erweitert, die mit Feldsteinen verblendet wurden.
Der Innenraum der Saalkirche ist mit einer Holzbalkendecke überspannt. Zehn Buntglasfenster, 1964–1971 entstanden, stellen Szenen aus dem Neuen Testament dar. An der Südseite sind das Jüngste Gericht, die Auferstehung, die Kreuzigung und die Taufe, auf der Nordseite sind Pfingsten, die Himmelfahrt, die Bergpredigt und der sinkende Petrus zu sehen, in der Apsis das Abendmahl und das Gleichnis vom verlorenen Sohn. Der Altar und die Kanzel stammen von 1964 und ersetzten eine ältere Kanzelaltarwand. Auf den Brüstungen der Kanzel sind die vier Evangelisten, Johannes der Täufer, Jesaja, Jeremia und Ezechiel sowie Mose dargestellt. Das kelchförmige Taufbecken aus Beton stammt von 1964.
Eine Orgel mit 18 Registern, verteilt auf zwei Manuale und Pedal, wurde 1856 durch P. Furtwängler & Hammer gebaut. 1945 wurde sie bei der Sprengung des Turms zerstört. Paul Ott baute 1953/1954 eine neue Orgel mit 20 Registern, zwei Manualen und Pedal. Sie wurde 2003 durch Harm Dieder Kirschner instand gesetzt.